# Allierse kapel

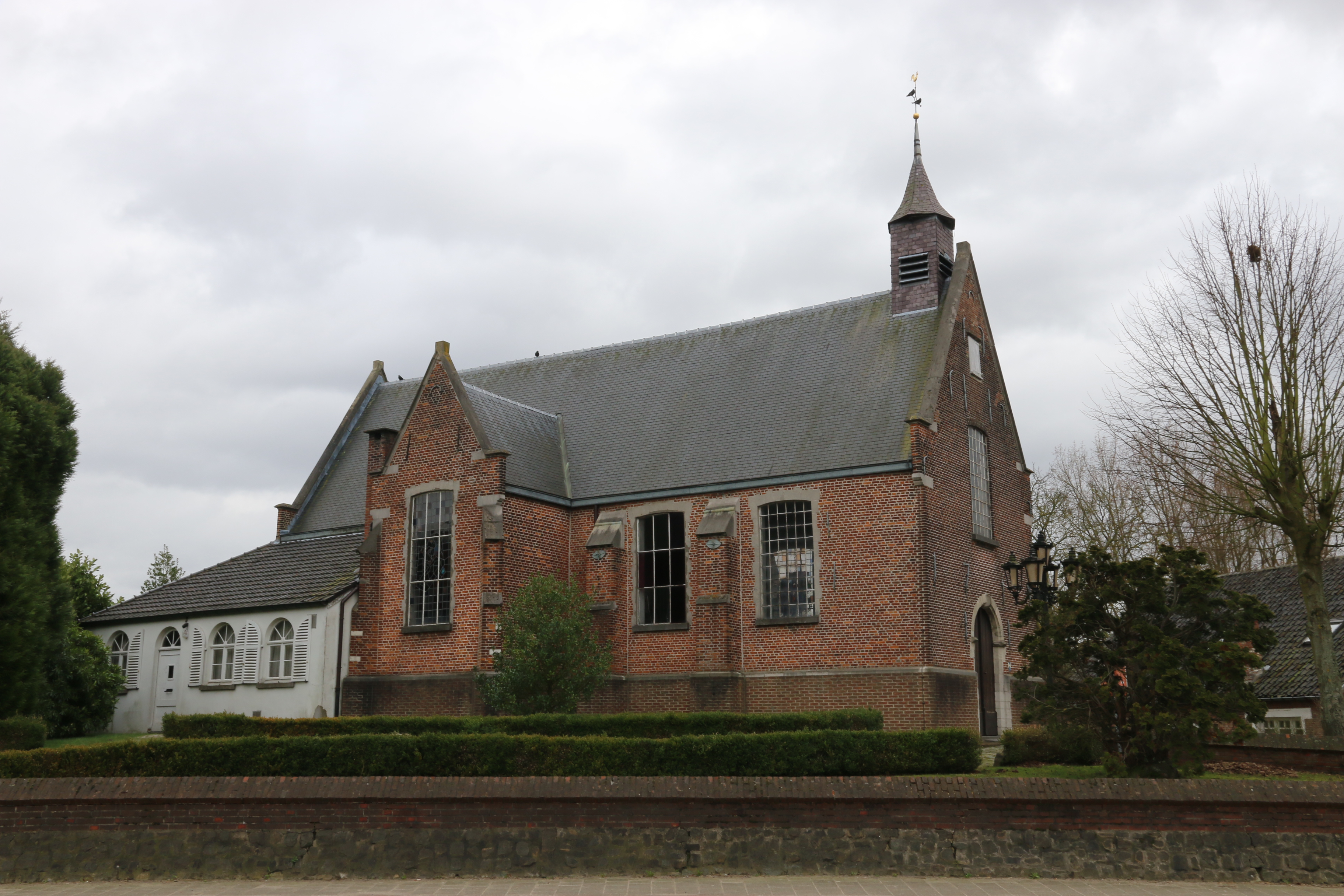
Allierse kapel

De Allierse kapel is een kapel in de tot de Antwerpse gemeente Ranst behorende plaats Emblem, gelegen aan de Liersesteenweg 127.

## Geschiedenis
Allier betekent Altlier (Oud-Lier) en werd als zodanig vermeld in 1186. Misschien was Altlier ooit een zelfstandige parochie tot deze vóór 1186 afhankelijk van de parochie van Broechem werd.
De kapel was oorspronkelijk aan Sint-Maarten gewijd, later aan Sint-Eligius en Sint-Cornelius en uiteindelijk aan Onze-Lieve-Vrouw der Vijf Fonteinen. De kapel werd verwoest in 1360 en ook in 1584 door toedoen van de troepen van Parma. In 1615-1618 werd de kapel herbouwd, voor zover het het koor en het transept betrof. In 1719 werd de kapel uitgebreid met gebruikmaking van de fundamenten van de oorspronkelijke kapel. In 1848 werd een sacristie aangebouwd.

## Gebouw
Het betreft een georiënteerd eenbeukig bakstenen kruiskerkje met vlak afgesloten koor, voorzien van een dakruiter boven de ingang.

## Interieur
Het interieur wordt overkluisd door een tongewelf.
De kapel bezit een 18e-eeuws kruisbeeld in beschilderd hout. Het portiekaltaar in gemarmerd hout is van 1719. De preekstoel is van 1664 en werd in 1774 overgebracht vanuit de Onze-Lieve-Vrouwekerk van Broechem.